# Ясский университет
Ясский университет имени А. И. Кузы (рум. Universitatea Alexandru Ioan Cuza din Iaşi) — одно из крупнейших высших учебных заведений Румынии, расположенное в городе Яссы.

## История
Официальное открытие Ясского университета состоялось 26 октября 1860 года. Первым ректором в 1860–1861 годах был Ион Страт.
Изначально действовали три факультета: юридический, философский и теологический. В настоящее время действует 15 факультетов. В нём учится более 40 000 студентов, преподают 870 преподавателей.
При Ясском университете действует астрономическая обсерватория, биолого-географический исследовательский центральный музей естественной истории. Фонд Центральной университетской библиотеки имени М. Эминеску насчитывает около 2,5 миллиона книг.

## Ректоры университета
- Ион Страт (1860–1861)
- Филарет Скрибан (1861–1862)
- Николае Ионеску (1862–1863)
- Титу Майореску (1863–1867)
- Штефан Микле[рум.] (1867–1875)
- Петру Сучу (1875–1880)
- Николае Кулиану[рум.] (1880–1898)
- Александру Ксенопол (1898–1901)
- Константин Климеску[рум.] (1901–1907)
- Георге Богдан[рум.] (1907–1913)
- Константин Стере (1913–1916)
- Матей Кантакузино[рум.] (1916–1918)
- Николае Леон[рум.] (1918)
- Юлиан Теодореску (1919–1920)
- Николае Леон (1920–1921)
- Траян Брату[рум.] (1921–1922)
- Ион Симионеску[рум.] (1922–1923)
- Александру Слэтиняну (1923–1926)
- Петру Богдан[рум.] (1926–1932)
- Траян Брату[рум.] (1932–1938)
- Ион Танасеску[рум.] (1938–1940)
- Виргил Нитулеску (1940–1941)
- Михаил Давид[рум.] (1941–1944)
- Александру Миллер[рум.] (1944–1945)
- Леон Баллиф[рум.] (1947–1948)
- Жан Ливеску[рум.] (1948–1955)
- Ион Крянгэ[рум.] (1955–1972)
- Михай Тодосия[рум.] (1972–1981)
- Виорел Барбу[рум.] (1981–1989)
- Петре Мылкомете (1989)
- Петру Кэлин Игнат (1989–1992)
- Георге Попа (1992–2000)
- Димитру Опря[рум.] (2000–2008)
- Василе Ишан[рум.] (2008–2016)
- Тудорел Тоадер[рум.] (с 2016)

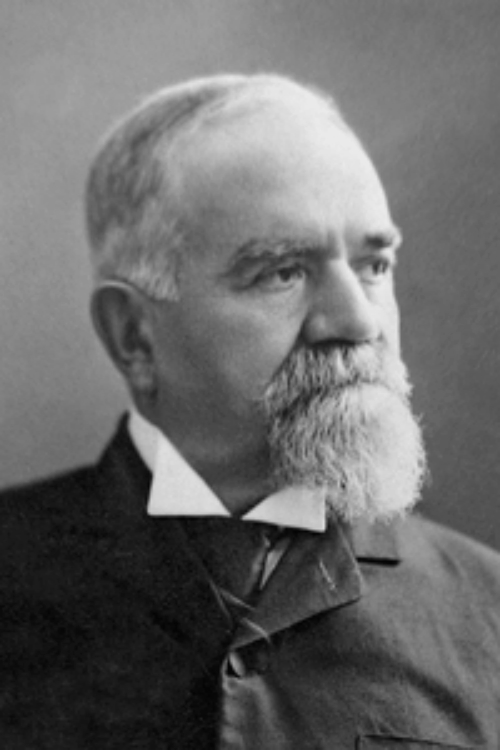
Титу Майореску
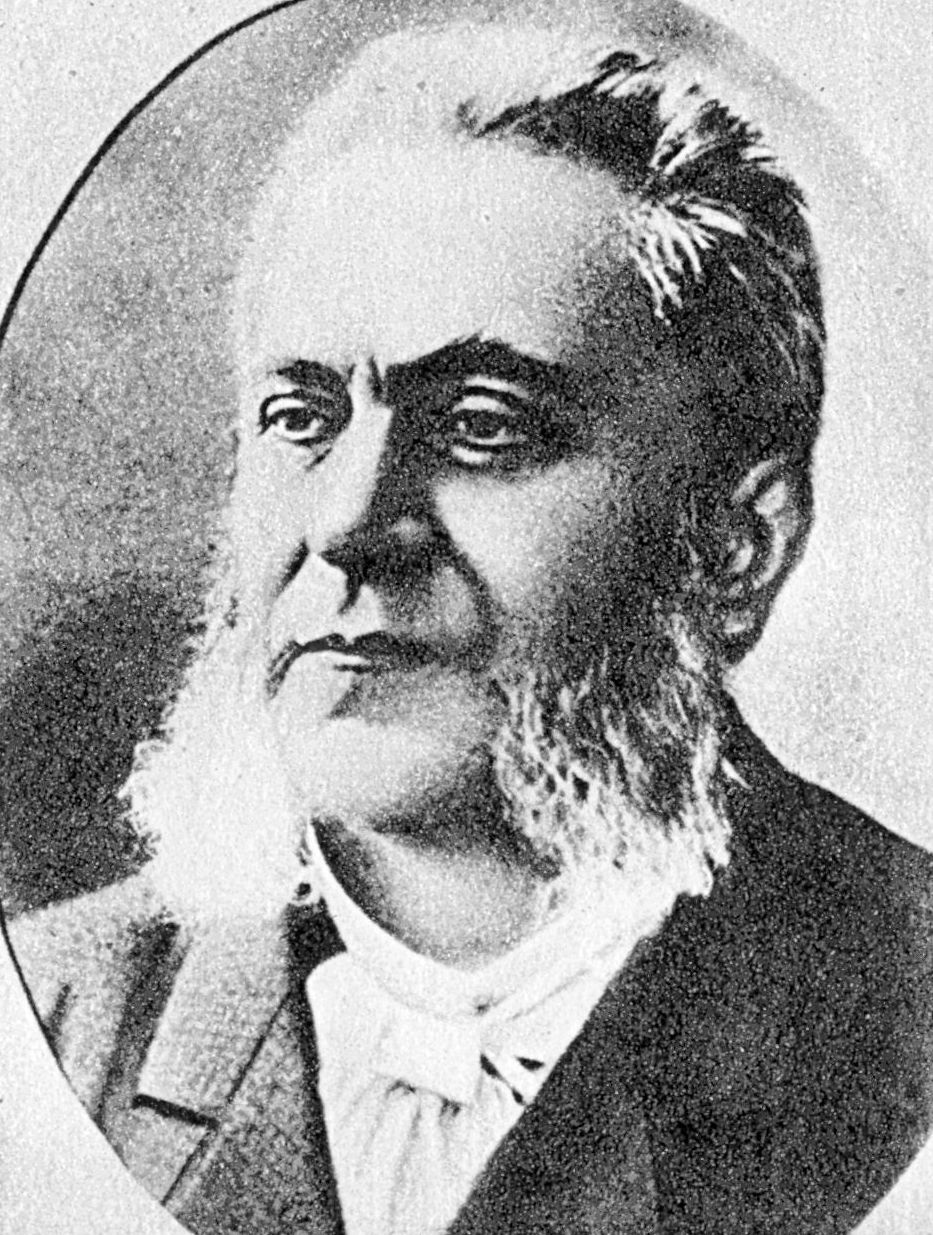
Александр Ксенополь